# Galea aponeurotica
La galea aponeurotica (o aponeurosi epicranica) è uno strato fibroso denso posto nello spessore del tessuto sottocutaneo, tra la cute e il periostio. Ricopre tutta la parte superiore del cranio e si continua anteriormente, oltre che in fascicoli propri, anche nei due muscoli frontali e posteriormente nei due muscoli occipitali, formando il gruppo muscolare epicranico. Anteriormente essa si prolunga in uno stretto fascio che si insinua in mezzo al muscolo  frontale, e si sdoppia a livello della sutura coronale in altri due più larghi che vanno a racchiudere lateralmente questi due muscoli. Lateralmente continua sopra la fascia temporale sino all'arcata zigomatica come un sottile strato di tessuto areolare laminato. Si porta posteriormente ricoprendo tutta la tuberosità delle due ossa parietali sino alla linea temporale superiore, quindi si porta inferiormente ricoprendo gran parte dell'osso occipitale sino a restringersi in un fascio che giunge al terzo medio della linea nucale suprema e alla protuberanza occipitale esterna, dove si inserisce. Su di essa si inseriscono le fibre dei muscoli auricolare anteriore e superiore, il primo presso l'arcata zigomatica e il secondo sulla lamina aponeurotica ricoprente la fascia temporale. La galea aponeurotica è adesa strettamente al soprastante tessuto connettivo fibroadiposo sottocutaneo e alla cute, ma solo lassamente al pericranio, da cui è distaccabile con facilità e su cui scorre coerentemente ai movimenti del cuoio capelluto. Tra essa e il pericranio vi è un sottile tessuto areolare lasso.

## Galleria d'immagini

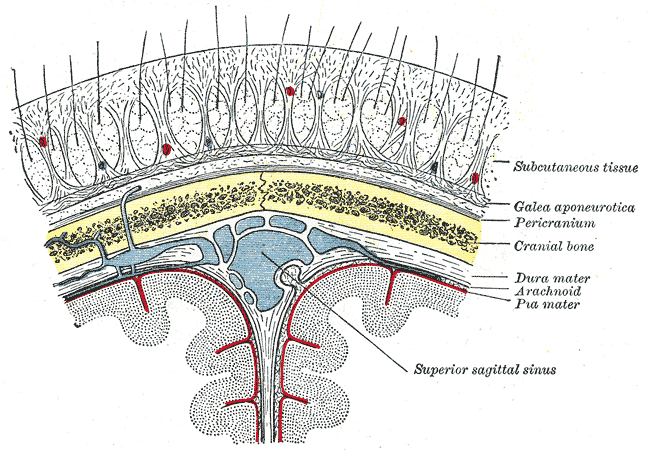
Sezione dello scalpo.